# Lars Emil Juel Andersen
Lars Emil Juel Andersen (født 1. februar 1989 i Danmark) er en dansk biolog og tidligere fodboldspiller. Andersen er uddannet Cand.scient. biologi på Københavns Universitet (2011-2021).
Han er storebror til fodboldspilleren Alexander Juel Andersen.

## Klubkarriere
Efter 3 år i Brønshøj Boldklub stoppede Lars Emil Juel Andersen i klubben i sommeren 2017.
I august 2017 skiftede Lars Emil Juel Andersen tilbage til Brønshøj Boldklub på en kontrakt gældende for den resterende del af 2017. Han var atter i startopstillingen i udekampen mod Næstved Boldklub, en kamp som endte 2-1 til Næstved Boldklub. 